# Ute Oberhoffner

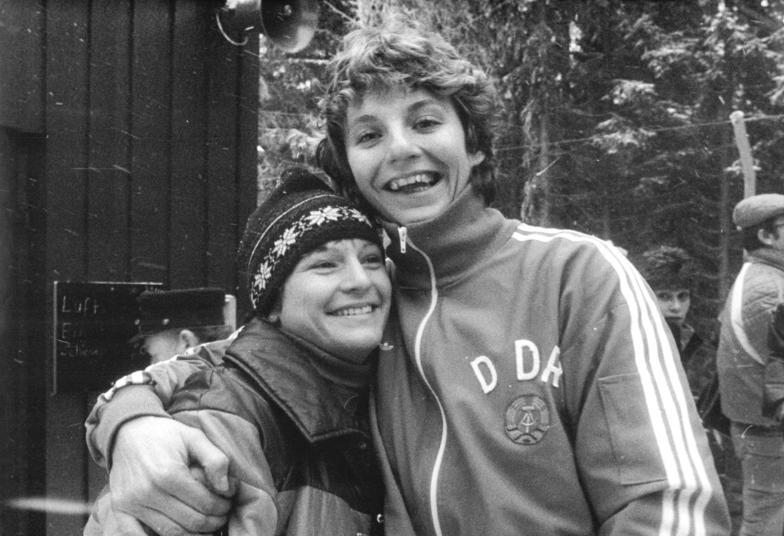
Ute Oberhoffner und Steffi Martin bei den DDR-Meisterschaften 1984

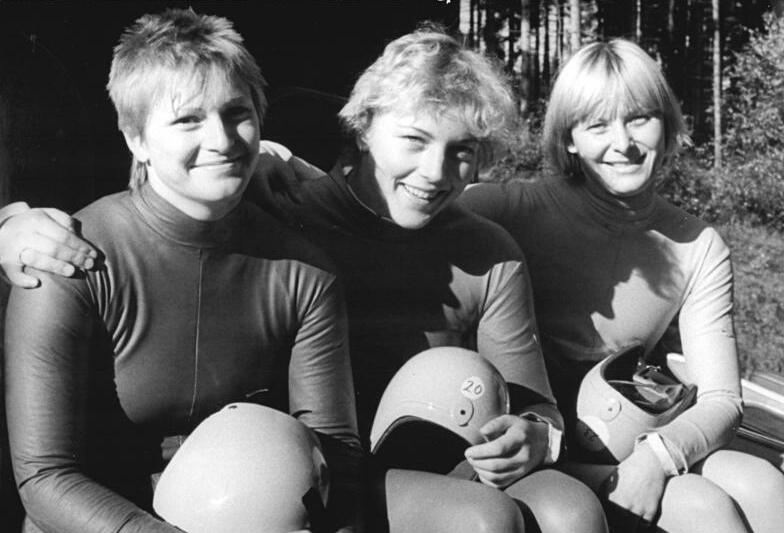
Ute Oberhoffner (links), Birgit Görlitzer und Cerstin Schmidt (rechts) auf der Oberhofer Bahn, 18. Oktober 1986

Ute Oberhoffner (* 15. September 1961 in Ilmenau als Ute Weiß) ist eine ehemalige deutsche Rennrodlerin.
Ute Oberhoffner, deren Vater Peter Weiß in der ersten Hälfte der 1960er Jahre dem Rennrodelnationalteam der DDR angehörte, startete für ASK Vorwärts Oberhof. Sie wurde schon 1971 Spartakiadesiegerin. 1980 wurde sie bei den Junioreneuropameisterschaften Zweite. Abgesehen vom Gewinn der DDR-Meisterschaft 1985 war sie in den folgenden Jahren fast auf den Bronzerang abonniert. 1983 und 1987 wurde sie Dritte bei den Weltmeisterschaften, 1986 bei den Europameisterschaften. Auch bei den Olympischen Spielen 1984 in Sarajevo gewann sie Bronze. Ihr erfolgreichstes Jahr im Leistungssport war auch zugleich ihr letztes. 1988 wurde sie bei der Europameisterschaft in Königssee Europameisterin und bei Olympia in Calgary Zweite. Hinzu kam der erneute Gewinn der DDR-Meisterschaft. Im selben Jahr wurde sie mit dem Vaterländischen Verdienstorden in Silber ausgezeichnet.
Nach ihrer Karriere arbeitete die Diplomsportlehrerin im sozialpädagogischen Bereich. Seit 1988 ist Ute Oberhoffner Ehrenbürgerin von Ilmenau in Thüringen und seit 2004 Ortsteilbürgermeisterin von Unterpörlitz. Von 1990 bis 2003 war sie außerdem Erste Vorsitzende der Thüringer Sportjugend. Aufgrund ihres Engagements erhielt sie 2003 die höchsten Auszeichnungen der Deutschen und Thüringischen Sportjugend. Sie setzt sich für soziale Belange in ihrer Heimatstadt Ilmenau ein und war Mitglied der CDU-Fraktion des Stadtrates. Ute Oberhoffner engagiert sich im „Verein für Sport und erlebnisorientierte integrative Sozialarbeit e. V.“ in der Jugendarbeit. Am 27. April 2010 wurde Ute Oberhoffner mit dem Bundesverdienstkreuz am Bande geehrt.
Sie ist verheiratet und hat eine Tochter.

## Erfolge

### Weltcupsiege
Einzel
| Nr. | Datum         | Ort          | Bahn                                  |
| --- | ------------- | ------------ | ------------------------------------- |
| 1.  | 27. Jan. 1980 | Hammarstrand | Bobbahn Hammarstrand                  |
| 2.  | 9. Jan. 1983  | Hammarstrand | Bobbahn Hammarstrand                  |
| 3.  | 30. Jan. 1983 | Lake Placid  | Olympia-Bobbahn Lake Placid           |
| 4.  | 27. Feb. 1983 | Königssee    | Kunsteisbahn Königssee                |
| 5.  | 17. Jan. 1988 | Winterberg   | Bobbahn Winterberg                    |
| 6.  | 11. Dez. 1988 | Sarajevo     | Trebevic – Bob- und Rennschlittenbahn |
| 7.  | 8. Jan. 1989  | Oberhof      | Rennrodelbahn Oberhof                 |